# NGC 1768
NGC 1768 је расејано звездано јато у сазвежђу Златна риба које се налази на NGC листи објеката дубоког неба.
Деклинација објекта је - 68° 14' 58" а ректасцензија 4h 57m 0,2s. Привидна величина (магнитуда) објекта NGC 1768 износи 12,8 а фотографска магнитуда 12,5. NGC 1768 је још познат и под ознакама ESO 56-SC32.